# Première circonscription de Cambrai
La première circonscription de Cambrai était une circonscription législative française que comptait le département du Nord sous la  Troisième République.

## Description géographique et démographique
La première circonscription de Cambrai était située à la périphérie de l'agglomération cambraisienne. Ceinturée entre le Pas-de-Calais, les arrondissements de Douai,  Valenciennes et d' Avesnes-sur-Helpe, la circonscription est centrée autour de la ville de Cambrai. 
Elle regroupait les divisions administratives suivantes : canton de Cambrai-Est  ;  canton de Cambrai-Ouest ; canton de Carnières et le canton de Marcoing.

## La circonscription de 1876 à 1885

### Historique des députations
| Législature     | Début de mandat | Fin de mandat   | Député élu              | Parti politique    | Observations |
| --------------- | --------------- | --------------- | ----------------------- | ------------------ | ------------ |
| 1re législature | 20 février 1876 | 20 juin 1877    | Charles Desmoutiers     | Centre gauche      |              |
| 2e législature  | 14 octobre 1877 | 27 octobre 1881 | Joachim Telliez-Béthune | Appel au peuple    |              |
| 3e législature  | 21 août 1881    | 9 novembre 1885 | Auguste-Joseph Bernard  | Union républicaine |              |

## La circonscription de 1889 à 1919

### Historique des députations
| Législature     | Début de mandat   | Fin de mandat   | Député élu       | Parti politique      | Observations                           |
| --------------- | ----------------- | --------------- | ---------------- | -------------------- | -------------------------------------- |
| 5e législature  | 22 septembre 1889 | 14 octobre 1893 | Théophile Michau | Républicains modérés |                                        |
| 6e législature  | 20 août 1893      | 31 mai 1898     | Théophile Michau | Républicains modérés |                                        |
| 7e législature  | 8 mai 1898        | 31 mai 1902     | Paul Bersez      | Gauche démocratique  |                                        |
| 8e législature  | 27 avril 1902     | 11 janvier 1906 | Paul Bersez      | Gauche démocratique  | Elu sénateur du Nord le 7 janvier 1906 |
| 9e législature  | 20 mai 1906       | 31 mai 1910     | Alfred Le Roy    | Gauche démocratique  |                                        |
| 10e législature | 8 mai 1910        | 31 mai 1914     | Alfred Le Roy    | Radical-socialiste   |                                        |
| 11e législature | 10 mai 1914       | 7 décembre 1919 | Alfred Le Roy    | Gauche radicale      |                                        |

## La circonscription de 1928 à 1940

### Historique des députations
| Législature     | Début de mandat | Fin de mandat     | Député élu       | Parti politique | Observations                                                                                    |
| --------------- | --------------- | ----------------- | ---------------- | --------------- | ----------------------------------------------------------------------------------------------- |
| 14e législature | 29 avril 1928   | 31 mai 1932       | Gabriel Delmotte | Gauche radicale |                                                                                                 |
| 15e législature | 8 mai 1932      | 5 novembre 1933   | Maurice Camier   | SFIO            | Décès du député Maurice Camier le 5 novembre 1933                                               |
| 15e législature | 28 janvier 1934 | 26 janvier 1936   | Louis Brodel     | SFIO            | Décès du député Louis Brodel le 26 janvier 1936                                                 |
| 16e législature | 3 mai 1936      | 21 septembre 1939 | Raymond Gernez   | SFIO            | Un décret de juillet 1939 a prorogé jusqu'au 31 mai 1942 le mandat des députés élus en mai 1936 |